# Sky Rojo
Sky Rojo ist eine spanische schwarzhumorige Dramaserie, die vom Macher von Haus des Geldes Álex Pina und von Esther Martínez Lobato erdacht wurde. Die Serie wurde am 19. März 2021 weltweit auf Netflix veröffentlicht. Die Premiere der zweiten Staffel fand am 23. Juli 2021 auf Netflix statt. Die dritte und letzte Staffel erschien am 13. Januar 2023 auf Netflix.

## Handlung
Die drogenabhängige Spanierin Coral, die lesbische Argentinierin Wendy und die von einem Freier schwangere Kubanerin Gina leben als Zwangsprostituierte in einem Bordell. Nachdem sie ihren Zuhälter Romeo schwer verletzt haben, flüchten die drei mit mehreren Millionen Euro, die sie ihm entwendet haben. Auf ihrer Flucht sind ihnen Romeos Handlanger, darunter die Brüder Moisés und Christian, dicht auf den Fersen. Während ihrer Reise wächst die Freundschaft der drei Frauen und sie erkennen, dass sie gemeinsam stärker sind und auf diese Weise die Chance haben, ihre Verfolger zu stellen.

## Besetzung und Synchronisation
Die deutschsprachige Synchronisation entstand nach den Dialogbüchern von Daniel Montoya, Änne Troester, Sarah Méndez García, Marianne Groß und Nadine Zaddam sowie unter der Dialogregie von Daniel Montoya durch die Synchronfirma FFS Film- & Fernseh-Synchron in Berlin.

### Hauptdarsteller
| Rolle     | Schauspieler           | Synchronsprecher |
| --------- | ---------------------- | ---------------- |
| Coral     | Verónica Sánchez       | Natascha Geisler |
| Wendy     | Lali Espósito          | Lea Kalbhenn     |
| Gina      | Yany Prado             | Alice Bauer      |
| Romeo     | Asier Etxeandia        | Sascha Rotermund |
| Moisés    | Miguel Ángel Silvestre | Leonhard Mahlich |
| Christian | Enric Auquer           | Tobias Müller    |

### Nebendarsteller
| Rolle              | Schauspieler           | Synchronsprecher       |
| ------------------ | ---------------------- | ---------------------- |
| Alfredo            | Luis Zahera            | Bernd Vollbrecht       |
| Charlotte          | Carmen Santamaría      | Susanne Geier          |
| Clara              | Maia Dunne             | Aurelia van Cauwelaert |
| Lola               | Chloe Dunne            | Anastasia Paula Hertel |
| Bambi              | Daría Krauzo           | Amelie Plaas-Link      |
| Fernando Alcántara | Chani Martín           | Matthias Deutelmoser   |
| Rubi               | Godeliv Van den Brandt | Ronja Peters           |
| Arcadio            | Paco Inestrosa         | Andreas Hosang         |
| Tarzan             |                        | Vlad Chiriac           |

## Episodenliste

### Staffel 1
| Nr. (ges.)                                                                         | Nr. (St.) | Deutscher Titel             | Originaltitel        | Regie                                                                  | Drehbuch |
| ---------------------------------------------------------------------------------- | --------- | --------------------------- | -------------------- | ---------------------------------------------------------------------- | --- |
| 1                                                                                  | 1         | Die rote Kunstledercouch    | Sofá de escay rojo   | Jesús Colmenar, David Victori, Óscar Pedraza & Eduardo Chapero-Jackson | Mercedes Rodrigo, Javier Gómez Santander, Esther Martínez Lobato & Álex Pina                                 |
| 2                                                                                  | 2         | Paralleluniversum           | La realidad paralela | Jesús Colmenar, David Victori, Óscar Pedraza & Eduardo Chapero-Jackson | Mercedes Rodrigo, David Barrocal, Javier Gómez Santander, Esther Martínez Lobato & Álex Pina                 |
| 3                                                                                  | 3         | Die Liebe einer Hure        | El amor de las putas | Javier Quintas & Eduardo Chapero-Jackson                               | Mercedes Rodrigo, David Barrocal, Javier Gómez Santander, Esther Martínez Lobato & Álex Pina                 |
| 4                                                                                  | 4         | Sex und Blut                | Polvo y sangre       | Javier Quintas, Albert Pintó & Jesús Colmenar                          | Mercedes Rodrigo, Javier Gómez Santander, David Barrocal, Esther Martínez Lobato & Álex Pina                 |
| 5                                                                                  | 5         | Die Flucht                  | La evasión           | Óscar Pedraza                                                          | Juan Salvador López, Javier Gómez Santander, David Barrocal & Álex Pina                                      |
| 6                                                                                  | 6         | Fuchs und Hase              | Liebres o zorra      | Óscar Pedraza                                                          | David Oliva, David Barrocal, Esther Martínez Lobato & Álex Pina                                              |
| 7                                                                                  | 7         | Der Pimmel regiert die Welt | Pensar con la polla  | David Victori, Javier Quintas & Albert Pintó                           | Juan Salvador López, David Oliva, Javier Gómez Santander, David Barrocal, Esther Martínez Lobato & Álex Pina |
| 8                                                                                  | 8         | Eine Bärenfalle             | Trampa de osos       | Óscar Pedraza & David Victori                                          | Juan Salvador López, David Oliva, David Barrocal, Esther Martínez Lobato & Álex Pina                         |
| Am 19. März 2021 wurden alle Folgen der ersten Staffel bei Netflix veröffentlicht. |           |                             |                      |                                                                        | |

### Staffel 2
| Nr. (ges.)                                                                          | Nr. (St.) | Deutscher Titel                           | Originaltitel                    | Regie         | Drehbuch                                                                             |
| ----------------------------------------------------------------------------------- | --------- | ----------------------------------------- | -------------------------------- | ------------- | ------------------------------------------------------------------------------------ |
| 9                                                                                   | 1         | Prostituierte küssen niemals auf den Mund | Las putas no besaban en la boca  | David Victori | Juan Salvador López, David Oliva, David Barrocal, Esther Martínez Lobato & Álex Pina |
| 10                                                                                  | 2         | Talent für ein erbärmliches Leben         | El talento de los miserables     | David Victori | David Oliva, David Barrocal, Esther Martínez Lobato & Álex Pina                      |
| 11                                                                                  | 3         | Erdrückende Angst                         | El miedo pesa diez mil toneladas | Albert Pintó  | Marina Velázquez, David Oliva, David Barrocal, Esther Martínez Lobato & Álex Pina    |
| 12                                                                                  | 4         | Die Nacht als wir tot waren               | La noche que estuvimos muertas   | Óscar Pedraza | David Oliva, David Barrocal, Esther Martínez Lobato & Álex Pina                      |
| 13                                                                                  | 5         | Gutes Gedächtnis                          | La caja negra de las putas       | David Victori | David Oliva, David Barrocal, Esther Martínez Lobato & Álex Pina                      |
| 14                                                                                  | 6         | Langusten als Henkersmahlzeit             | Langosta para los condenados     | Albert Pintó  | David Oliva, David Barrocal, Esther Martínez Lobato & Álex Pina                      |
| 15                                                                                  | 7         | Strahlend und mies                        | Podridas y radiantes             | Óscar Pedraza | David Oliva, David Barrocal, Esther Martínez Lobato & Álex Pina                      |
| 16                                                                                  | 8         | Toxische Leute                            | Personas tóxicas                 | David Victori | David Oliva, David Barrocal, Esther Martínez Lobato & Álex Pina                      |
| Am 23. Juli 2021 wurden alle Folgen der zweiten Staffel bei Netflix veröffentlicht. |           |                                           |                                  |               |                                                                                      |

### Staffel 3
| Nr. (ges.)                                                                            | Nr. (St.) | Deutscher Titel                   | Originaltitel                          | Regie                                       | Drehbuch                                                       |
| ------------------------------------------------------------------------------------- | --------- | --------------------------------- | -------------------------------------- | ------------------------------------------- | -------------------------------------------------------------- |
| 17                                                                                    | 1         | Durch die Hintertür in den Himmel | Entrar al cielo por la puerta de atrás | David Barrocal                              | David Barrocal, Esther Martínez Lobato & Álex Pina             |
| 18                                                                                    | 2         | Die Linie, die uns trennt         | La raya que nos separa                 | David Barrocal                              | David Barrocal, Esther Martínez Lobato & Álex Pina             |
| 19                                                                                    | 3         | Die Glückskatze                   | El gato de la suerte                   | Óscar Pedraza                               | David Olva, David Barrocal, Esther Martínez Lobato & Álex Pina |
| 20                                                                                    | 4         | Diesel, Salpeter und Schießpulver | Gasoil, salitre y pólvora              | Carles Torrens                              | David Olva, David Barrocal, Esther Martínez Lobato & Álex Pina |
| 21                                                                                    | 5         | Jesus hatte Recht                 | Jesucristo tenía razón                 | Carles Torrens                              | David Olva, David Barrocal, Esther Martínez Lobato & Álex Pina |
| 22                                                                                    | 6         | Hinterhalt für den Embryo         | Emboscar al embrión                    | Óscar Pedraza                               | David Olva, David Barrocal, Esther Martínez Lobato & Álex Pina |
| 23                                                                                    | 7         | Hilflosigkeit und Eishockey       | Desamparo y hockey sobre hielo         | David Barrocal, Jorge Calvo & Óscar Pedraza | David Olva, David Barrocal, Esther Martínez Lobato & Álex Pina |
| 24                                                                                    | 8         | Gold, Weihrauch und Blei          | Oro, incienso y plomo                  | David Barrocal & Óscar Pedraza              | David Olva, David Barrocal, Esther Martínez Lobato & Álex Pina |
| Am 13. Januar 2023 wurden alle Folgen der dritten Staffel bei Netflix veröffentlicht. |           |                                   |                                        |                                             |                                                                |